# 裕德路
裕德路是中華人民共和國上海市徐匯區一條東西走向道路，西起文定路，東至漕溪北路，全長440米，道路為瀝青路面，始建於1919年。